# Clarias teijsmanni
Clarias teijsmanni är en fiskart som beskrevs av Bleeker, 1857. Clarias teijsmanni ingår i släktet Clarias och familjen Clariidae. Inga underarter finns listade i Catalogue of Life.